# شوي شانغدانغ
شوي شانغدانغ (بالصينية: 薛向东) مواليد 1958/1959. وهو رجل أعمال ملياردير صيني، ورئيس مجلس إدارة دي اتش سي للبرمجيات، وهي شركة برمجيات تطبيقات صناعية صينية. تخرج من جامعة هونان عام 1978.
ترك شركة مملوكة للدولة في عام 1992 ليعمل كممثل صيني لشركة برمجيات كندية، واقترض أموالًا ليبدأ شركة برمجيات خاصة به في عام 1993. في عام 2001، شارك في تأسيس ما كان سيصبح برنامج دي اتش سي.
اعتبارًا من يناير 2020، قدرت مجلة فوربس صافي ثروته بـ 2.4 مليار دولار أمريكي. وهو متزوج ويعيش في بكين.